# Turner Broadcasting System
Turner Broadcasting System, Inc là một công ty truyền hình và tập đoàn truyền thông của Mỹ, một phần của WarnerMedia thuộc AT&T. Được thành lập bởi Ted Turner và có trụ sở tại Atlanta, Georgia, công ty đã sáp nhập với Time Warner vào ngày 10 tháng 10 năm 1996. Trong số các tài sản chính của nó có tên TBS,TNT, CNN, Turner Classic Movies, Cartoon Network và Adult Swim,và TruTV. Nó cũng được cấp phép hoặc có quyền sở hữu trong các phiên bản quốc tế của các tài sản này. Trụ sở chính của Turner được đặt tại cả Trung tâm CNN ở Khu thương mại Atlanta và khuôn viên Phát thanh Turner ngoài Techwood Drive ở Midtown Atlanta, nơi cũng có Turner Studios.
Công ty được biết đến với nhiều phát minh tiên phong tại Mỹ truyền hình đa kênh, bao gồm uplink của vệ tinh của địa phương Atlanta trạm độc lập WTCG kênh 17 là một trong những "quốc gia đầu tiên superstations", và thành lập của CNN -the 24 giờ đầu tiên kênh tin tức.
Vào ngày 14 tháng 6 năm 2018, Time Warner đã được công ty viễn thông AT & T mua lại và đổi tên thành WarnerMedia. Vào ngày 4 tháng 3 năm 2019, AT & T đã công bố một cuộc cải tổ lớn của WarnerMedia, giải thể hiệu quả Turner như một đơn vị kinh doanh, bằng cách phân tán một số tài sản của mình thành hai bộ phận mới của Warner WarnerMedia Entertainment (bao gồm các kênh truyền hình cáp giải trí của Turner và HBO, nhưng không bao gồm TCM) WarnerMedia News & Sports (CNN, Turner Sports và các mạng thể thao khu vực AT&T SportsNet), và loại bỏ thương hiệu Turner liên quan đến các mạng này.
Mặc dù đã giải thể với tư cách là một đơn vị kinh doanh, không rõ liệu thực thể công ty Turner đã hoặc sẽ bị giải thể, trái ngược với hoạt động trên danh nghĩa là một công ty con duy nhất của WarnerMedia.

## Lịch sử

Former Turner Broadcasting System logo, used from 1979 until 2015

### Lịch sử khởi đầu
Hệ thống phát thanh Turner truy tìm nguồn gốc của nó cho một công ty biển quảng cáo ở Savannah được mua bởi Robert Edward Turner II vào cuối những năm 1940.Turner phát triển kinh doanh, sau này được gọi là Công ty quảng cáo Turner.Con trai của Robert Edward Turner, Ted Turner, thừa kế công ty khi Turner lớn tuổi qua đời năm 1963. Sau khi tiếp quản công ty, Ted Turner mở rộng kinh doanh sang đài phát thanh và truyền hình.
Hệ thống phát thanh truyền hình Turner như một thực thể chính thức được hợp nhất tại Georgia vào tháng 5 năm 1965.

### Thập niên 1970
Năm 1970, Ted Turner đã mua WJRJ-Atlanta, Kênh 17, một trạm nhỏ, tần số siêu cao (UHF) và đổi tên thành WTCG, cho công ty mẹ Turner Communications Group.Trong tháng 12 năm 1976, WTCG khởi nguồn khái niệm "siêu trạm", truyền qua vệ tinh tới các hệ thống cáp.
Vào ngày 17 tháng 12 năm 1976 lúc 1:00 chiều, tín hiệu của Kênh 17 của WTCG được truyền qua vệ tinh tới bốn hệ thống cáp của nó ở Grand Island, Nebraska; Tin tức Newport, Virginia; Troy, Alabama; và Newton, Kansas. Tất cả bốn hệ thống cáp bắt đầu nhận được bộ phim Deep Waters năm 1948 của Dana Andrew - Cesar Romero. Bộ phim đã bắt đầu 30 phút trước đó. WTCG đã đi từ một đài truyền hình nhỏ đến một mạng truyền hình lớn mà mỗi một trong số 24.000 hộ gia đình ngoài 675.000 ở Atlanta đang nhận được bờ biển. WTCG trở thành cái gọi là Superstationvà tạo tiền lệ cho truyền hình cáp cơ bản ngày nay.
HBO đã đi truyền dẫn vệ tinh để phân phối tín hiệu trên toàn quốc vào năm 1975, nhưng đó là dịch vụ mà các thuê bao cáp được thực hiện để trả thêm tiền để nhận. Sự đổi mới của Ted Turner báo hiệu sự khởi đầu của cuộc cách mạng cáp cơ bản.
Năm 1979, công ty đổi tên thành Turner Broadcasting System, Inc. (TBS, Inc.) và các thư gọi của kênh giải trí chính của nó thành WTBS.

### Thập niên 1980
Vào ngày 1 tháng 6 năm 1980, Mạng Tin tức Cáp (CNN) đã được ra mắt lúc 5:00 chiều EDT trở thành kênh truyền hình cáp tin tức 24 giờ đầu tiên.Người chồng và người vợ đội của Dave Walker và Lois Hart tin tức neo đầu tiên bản tin, Burt Reinhardt sau đó giám đốc điều hành Phó chủ tịch của CNN, thuê hầu hết 200 nhân viên & 25 nhân viên đầu tiên của kênh bao gồm Bernard Shaw, của mạng đầu tiên neo tin tức.
Năm 1981, Hệ thống phát thanh Turner mua lại Brut Productions từ Faberge Inc.
Năm 1984, Turner khởi xướng Kênh âm nhạc cáp, cuộc thi của anh cho MTV của WASEC. Kênh này tồn tại trong thời gian ngắn nhưng đã giúp ảnh hưởng đến định dạng ban đầu của VH1.
Năm 1986, sau khi thất bại trong việc mua lại CBS, Turner đã mua hãng phim MGM / UAEntertainment Co. từ Kirk Kerkorian với giá 1,5 tỷ USD. Sau khi mua lại, Turner có một khoản nợ khổng lồ và bán một phần của việc mua lại. MGM / UA Entertainment đã được bán lại cho Kirk Kerkorian. Các lô MGM / UA Studio ở Culver City đã được bán cho Lorimar / Telepictures. Turner giữ thư viện phim và truyền hình trước tháng 5 năm 1986 của MGM cũng như thư viện Associated Artists Productions (trước năm 1950)Thư viện phim của Warner Bros. và Fleischer Studios/Phim hoạt hình nổi tiếng Studios Popeye ban đầu được phát hành bởi Paramount Pictures) và quyền phân phối của Hoa Kỳ / Canada cho thư viện RKO Pictures. Turner Entertainment Co. được thành lập vào ngày 4 tháng 8 năm 1986.
Vào ngày 3 tháng 10 năm 1988, công ty đã ra mắt Turner Network tivi (TNT).

### Thập niên 1990
Turner mở rộng sự hiện diện của mình trong sản xuất và phân phối phim, đầu tiên với việc mua hãng phim hoạt hình Hanna-Barbera năm 1991.[10] Vào ngày 22 tháng 12 năm 1993, Turner mua lại Castle Rock Entertainment. Turner đã mua New Line Cinema một tháng sau đó.
Turner ra mắt Cartoon Network vào ngày 1 tháng 10 năm 1992, sau đó là Phim cổ điển Turner (TCM) vào ngày 14 tháng 4 năm 1994.
Vào ngày 10 tháng 10 năm 1996, Turner sáp nhập với Time Warner, một công ty được thành lập vào năm 1990 bởi sự hợp nhất của Time Inc. và Warner Communications.Thông qua việc sáp nhập này, Warner Bros đã lấy lại quyền đối với thư viện trước năm 1950, trong khi Turner có quyền truy cập vào thư viện sau năm 1950 của công ty và các tài sản khác. Công ty cũng trở thành công ty con của Time Warner kể từ khi mua lại.

### Những năm 2000
Năm 2003, Philip I. Kent kế nhiệm Jamie Kellner làm chủ tịch. Nhiệm vụ vận hành cho WB đã được Time Warner chuyển từ Warner Bros. sang Turner Broadcasting trong năm 2001, trong khi Kellner là chủ tịch, nhưng đã được trả lại cho Warner Bros. vào năm 2003 với sự ra đi của Kellner.
Vào ngày 23 tháng 2 năm 2006, công ty đã đồng ý bán kênh giải trí khu vực Turner Southcho Fox Entertainment Group.[16] Fox nắm quyền kiểm soát kênh vào ngày 1 tháng 5 và vào ngày 13 tháng 10 đã gọi lại là SportSouth- trùng hợp, tên cũ của Fox Sports South khi Turner sở hữu kênh này hợp tác với Liberty Media từ năm 1990 đến 1996.
Vào tháng 5 năm 2006, Time Warner, công ty sở hữu 50% của Court TV từ năm 1998, đã mua 50% còn lại từ Liberty Media và bắt đầu điều hành kênh này như một phần của Turner Broadcasting. Kênh đã được khởi chạy lại là TruTV vào ngày 1 tháng 1 năm 2008.
Cũng trong tháng 5 năm 2006, Ted Turner đã tham dự cuộc họp cuối cùng với tư cách là thành viên hội đồng quản trị của Time Warner và chính thức chia tay công ty.
Vào ngày 5 tháng 10 năm 2007, Hệ thống phát thanh truyền hình Turner đã hoàn tất việc mua lại Mạng truyền hình trả tiền tương tác Claxson ở Mỹ La-tin.

### Năm 2010
Vào ngày 26 tháng 8 năm 2010, Turner Broadcasting đã kiểm soát hoàn toàn Chilevisión, một kênh truyền hình thuộc sở hữu của Tổng thống Chile Sebastián Piñera.
Vào ngày 8 tháng 9 năm 2011, Turner Broadcasting System đã mua LazyTown Entertainment, nhà sản xuất của bộ phim truyền hình LazyTown.
Vào ngày 1 tháng 1 năm 2014, John K. Martin đã thành công Phil Kent với tư cách là chủ tịch và CEO của Turner Broadcasting.
Vào tháng 8 năm 2014, The Wrap đã báo cáo rằng Turner đang chuẩn bị mua lại 550 nhân viên như một phần trong kế hoạch tái cấu trúc công ty vào năm 2015. Hiệu suất xếp hạng của CNN và HLN được trích dẫn là một yếu tố, trong khi CBSSports.com báo cáo rằng phí bản quyền tăng Turner trả cho các chương trình phát sóng NBA của mình trên TNT cũng có thể là một yếu tố.Báo cáo thêm vào tháng 10 năm 2014 rằng công ty đã lên kế hoạch giảm 10% lực lượng lao động (1.485 người) thông qua việc sa thải trên một loạt các đơn vị bao gồm cả các vị trí công ty.
Vào ngày 14 tháng 8 năm 2015, thông báo rằng Turner Broadcasting đã mua phần lớn cổ phần của iStreamPlanet, một công ty dịch vụ truyền phát video có trụ sở tại Las Vegas, trong nỗ lực thúc đẩy lập trình vượt trội và chuyển cơ sở hạ tầng công nghệ cốt lõi của mình sang đám mây. iStreamPlanet là đối thủ cạnh tranh trực tiếp của Major League Soccer Advanced Media. Thỏa thuận được báo cáo là trong khu phố trị giá 200 triệu đô la.[26] Vào tháng 10 năm 2015, Turner đã ra mắt một mạng lưới video trực tuyến có tên Great Big Story.
Vào tháng 4 năm 2017, để đẩy nhanh việc bán Time Warner cho AT & T bằng cách loại bỏ các tài sản được cấp phép của FCC, WPCH-TV đã được bán cho Meredith Corporation, công ty đã điều hành WPCH từ năm 2011 với tư cách là chị em với đài địa phương WGCL -TV.Turner Podcast Network được thành lập trong Turner Content Distribution vào tháng 6 năm 2017 với Tyler Moody được bổ nhiệm làm tổng giám đốc và phó chủ tịch của đơn vị.
Vào ngày 22 tháng 3 năm 2018, Six Flags và Riverside Group đã công bố hợp tác với Turner Châu Á Thái Bình Dương để mang các điểm tham quan dựa trên Tuzki và các IP thuộc sở hữu Turner khác đến các công viên chủ đề của nó ở Trung Quốc.
Vào ngày 15 tháng 6 năm 2018, thông báo rằng John Martin sẽ rời khỏi vị trí CEO sau khi mua lại Time Warner của AT & T, sau này sẽ được đổi tên thành WarnerMedia sau khi việc mua lại hoàn tất.Đến tháng 9, AT & T đã chuyển kênh Đối tượng của mình, một nhóm các mạng thể thao khu vực cộng với các cổ phần trong Mạng Game Show và Mạng MLBsang Turner từ AT & T Communications.
Vào tháng 12 năm 2018, Turner Broadcasting đã bán bản quyền cho thương hiệu và thư viện lập trình của mạng truyền hình cáp không còn tồn tại Court TV (được gọi lại là TruTV năm 2008) cho Katz, với kế hoạch ra mắt lại dưới dạng mạng kỹ thuật số không dây vào tháng 5 năm 2019.

### Giải thể
Vào ngày 4 tháng 3 năm 2019, AT & T đã công bố tổ chức lại chính các tài sản phát sóng của mình để giải thể hiệu quả Hệ thống phát thanh truyền hình Turner. Tài sản của nó sẽ được phân tán trên nhiều đơn vị của WarnerMedia, bao gồm WarnerMedia Entertainment và WarnerMedia News & Sports mới thành lập. WarnerMedia Entertainment sẽ bao gồm HBO, TBS, TNT, TruTV và một dịch vụ video trực tiếp cho người tiêu dùng sắp tới (do cựu giám đốc giải trí NBC Robert Greenblatt dẫn đầu), trong khi WarnerMedia News & Sports sẽ bao gồm CNN, Turner Sports và AT & T Mạng lưới khu vực SportsNet (sẽ được lãnh đạo bởi chủ tịch CNN Worldwide Jeff Zucker). Cartoon Network, Adult Swim, Boomerang và Turner Phim cổ điển sẽ được chuyển đến dưới sự giải trí của Warner Bros. thông qua đơn vị kinh doanh mới "Global Kids & Young Adult".[35] Mặc dù AT & T không chỉ định bất kỳ thời gian biểu nào cho các thay đổi, WarnerMedia đã bắt đầu xóa các tham chiếu đến Turner Broadcasting trong thông tin liên lạc của công ty, với các thông cáo báo chí coi các mạng của nó là "bộ phận của WarnerMedia".